# Krisiun
A Krisiun egy brazil death metal zenekar, mely az ország legismertebb extrém metal csapata a Sepultura után. Kezdetben olyan zenekarok hatására kezdtek zenélni, mint a Sodom, a Kreator, a Slayer, vagy a Morbid Angel. 1991-ben illetve 1992-ben kiadtak két demót, majd 1993-ban egy EP-t, majd 1995-től kezdetét vette a nagyjából kétévenkénti albumkiadás. Kiadójuk a Century Media szárnyai alatt eddig 8 nagylemezt, egy koncertlemezt és DVD-t adtak ki. Zenéjük az amerikai irányvonalú technikás és kegyetlen death metal hagyományait követi, saját hanggal. A zenekar aktív ténykedését bizonyítja a - rendszeres lemezkészítés mellett - folyamatos turnézás is. Magyarországon eleddig kétszer léptek fel, 2004-ben a Morbid Angel előtt, majd 2008-ban önállóan is.

## Diszkográfia
- Unmerciful Order (1994)
- Black Force Domain (1995)
- Apocalyptic Revelation (1998)
- Conquerors of Armageddon (2000)
- Ageless Venomous (2001)
- Works of Carnage (2003)
- Bloodshed (album)|Bloodshed (2004)
- Live Armageddon (2006)
- AssassiNation (2006)
- Southern Storm (2008)
- The Great Execution (2011)
- Forged in Fury (2015)
- Scourge Of The Enthroned (2018)

## Külső hivatkozások
- Krisiun official website
- Krisiun at MySpace